# Sea Bronco
Bogserbåten Sea Bronco är en nederländskt fartyg, som ägs av det nederländska rederiet Seacontractors BV. Det är en arbetsbåt (Anchor Handling Tug Supply vessels), som byggdes 2006 och som fram till omkring årsskiftet 2015/2016 ägdes av det Royal Boskalis Westminster NV-ägda Smit Internationale BV.
Fartyget har ett pollaredrag på 27,5 ton. Det har en kraftigt förstärkt fyrkantig påskjutningsbog.

## Bildgalleri

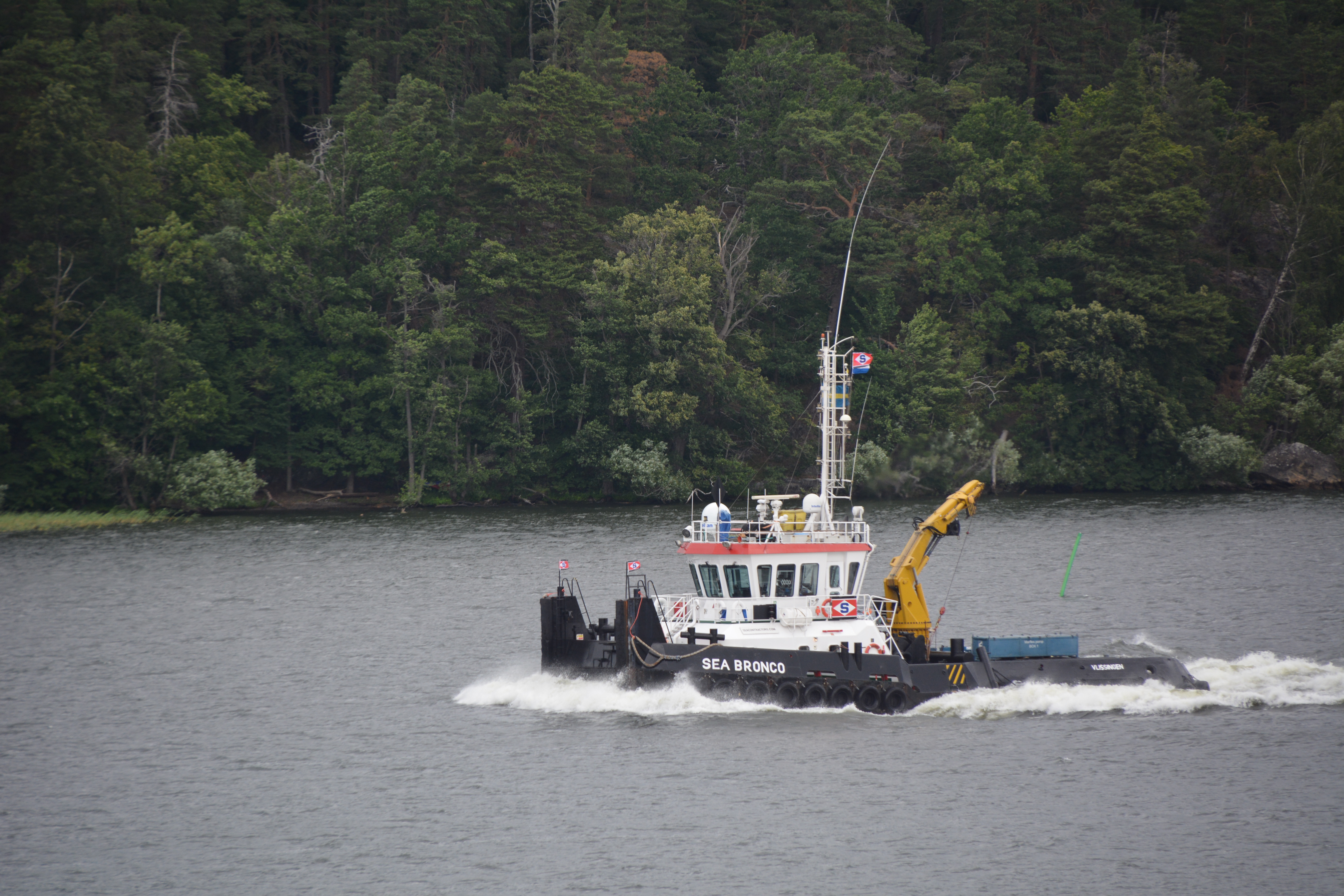
Sea Bronco
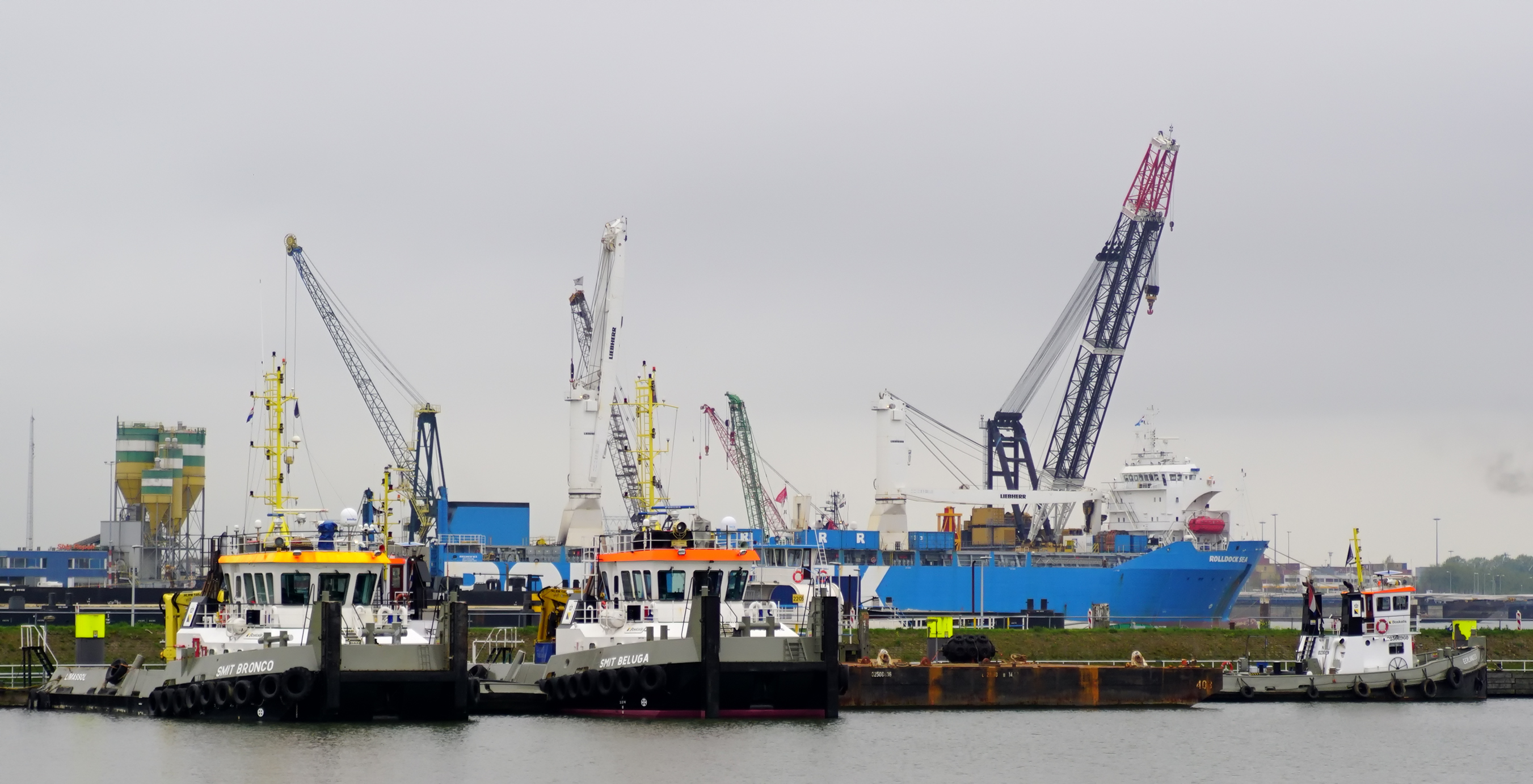
Smit Broco, Smit Beluga och Berland 23 i Rotterdams hamn, 2015
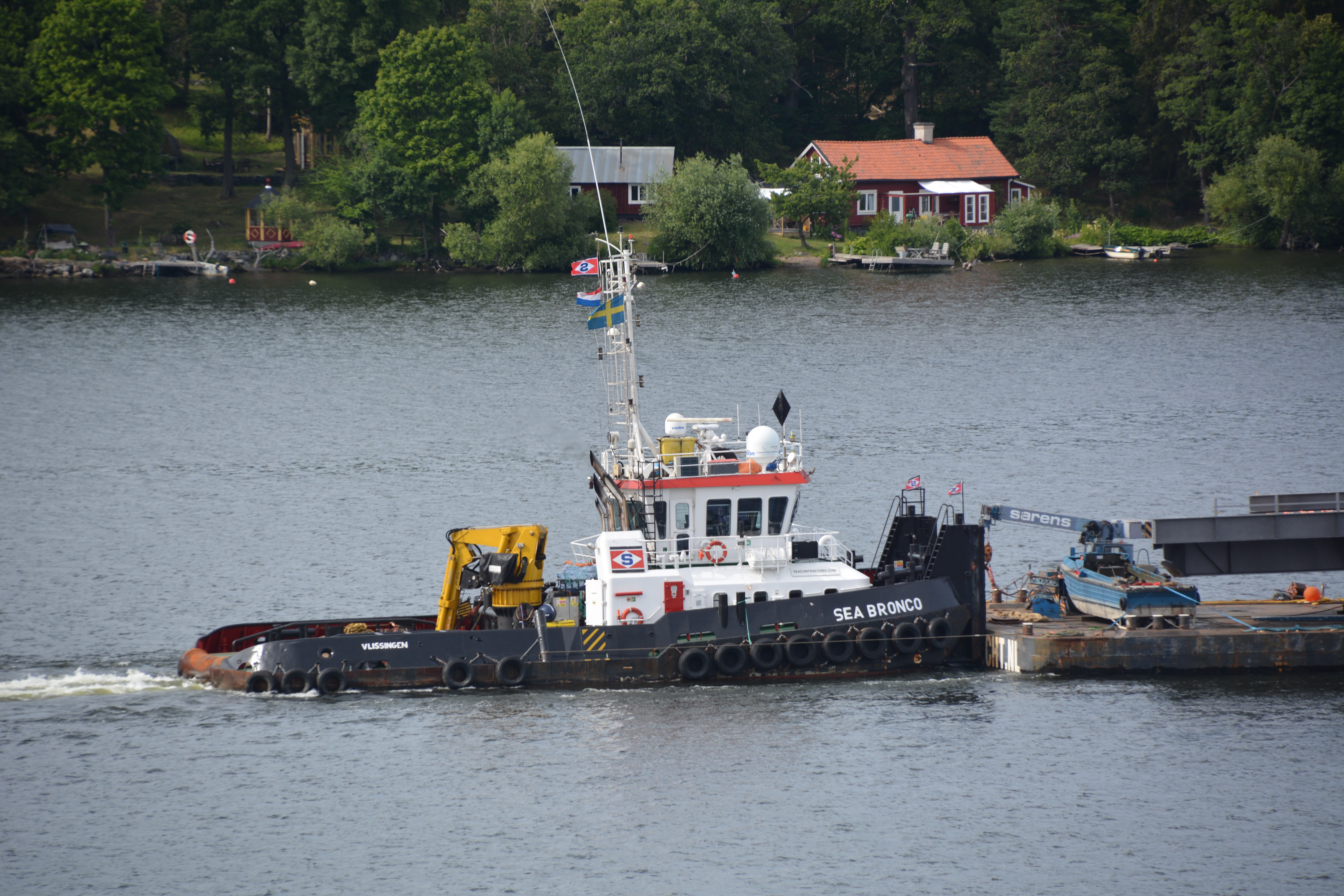
Sea Bronco som påskjutande bogserbåt